# Donnie Keshawarz
Donnie Keshawarz (* 30. Juli 1969 in Guelph, Ontario) ist ein kanadisch-amerikanischer Theater-, Film- und TV-Schauspieler.
Er wurde in Guelph, Kanada geboren und ist afghanischer Abstammung. Keshawarz wuchs in Jonesboro, Arkansas auf und besuchte die Arkansas State University, die Rutgers University und die University of Missouri in Kansas City, wo er auch seinen Bachelor und sein Master-Diplom in Theater/Performende Kunst erhielt.
Seit 1987 hat Keshawarz zahlreiche TV-Rollen gespielt, vor allem eine sich wiederholende Rolle im Jahre 2003 als Yusuf Auda in der Fernsehserie 24 und auch eine Rolle in der HBO-Serie The Sopranos. Außerdem hatte er Gastauftritte in Law & Order, Lost, Sex and the City, Hack und Homeland. Seine jüngsten Erfolge feiert er in der Fernsehserie Forever als Detektiv Mike Hanson an der Seite von Ioan Gruffudd und Alana de la Garza. Keshawarz spielte in verschiedenen Filmen, zum Beispiel Growing Down In Brooklyn, Loving Leah und Der Plan mit.
Mit seiner Ehepartnerin Rosi Keshawarz hat er eine Tochter.

## Filmografie (Auswahl)
- 2006–2007: Die Sopranos (The Sopranos, Fernsehserie, 6 Folgen)
- 2011: Der Plan (The Adjustment Bureau)
- 2019: Ad Astra – Zu den Sternen (Ad Astra)
- 2020: Tesla